# المدرسة الإسكندرانية

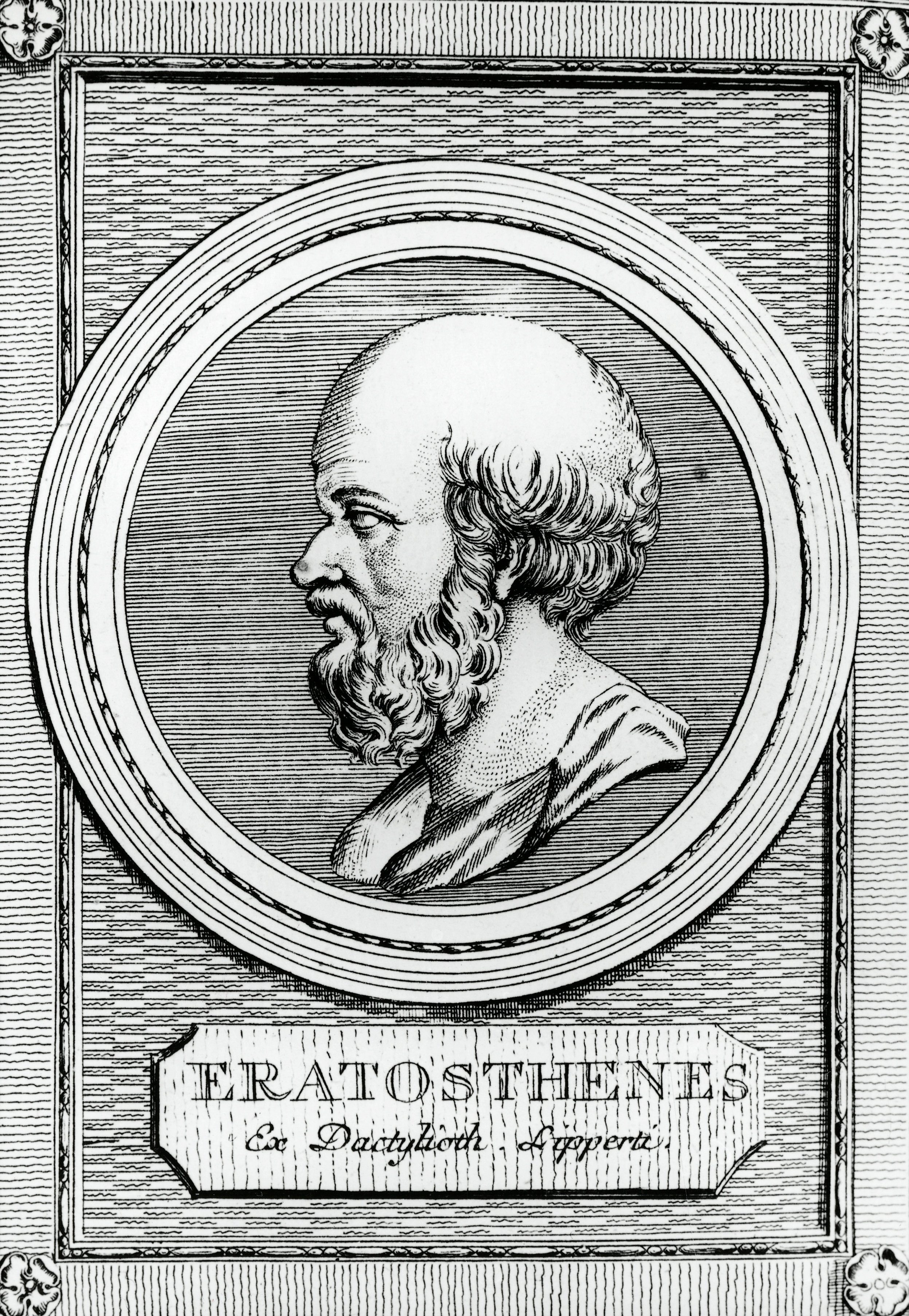

تشير المدرسة الإسكندرانية إلى توجهات معينة في الأدب والفلسفة والطب والعلوم تطورت في الإسكندرية المركز الحضاري الهلنستي حوالي القرن الأول الميلادي. تميزت الإسكندرية بمزج التأثيرات اليونانية مع الشرقية وبموقعها المناسب كمركز تجاري وبالتأثير الحضاري لأسرة البطالمة التي حكمت مصر. وجمعت مكتبة الإسكندرية الكثير من علوم العصر.
وتشير أيضا إلى إحدى مدرستين كبيرتين لتفسير الكتاب المقدس في الكنيسة المسيحية المبكرة جمعتا عقائد يونانية أفلاطونية مع المسيحية (أفلاطونية محدثة) وفسرتا معظم الكتاب المقدس بشكل رمزي. أسست المدرسة الإسكندرانية المسيحية في القرن الثاني الميلادي ويعتبر إكلمندس الإسكندري مؤسسها.

## تاريخ
الإسكندرية، التي أسسها الإسكندر الأكبر في الوقت الذي فقدت فيه اليونان استقلالها الوطني، وفقدت أيضًا تفوقها الفكري، وتكيفت جيدًا لتصبح مركزًا جديدًا للنشاط والفكر في العالم. وضعها وضعها في علاقات تجارية مع جميع الدول الواقعة حول البحر الأبيض المتوسط، وفي الوقت نفسه كانت هي الجهة التي تربطها بثروة وحضارة الشرق. تمت زيادة المزايا الطبيعية التي تتمتع بها إلى حد كبير من خلال رعاية حكام مصر. بدأ بطليموس سوتر (323-285 قبل الميلاد)، الذي سقطت مصر له بعد وفاة الإسكندر، يحيط به من اليونان مجموعة من الرجال البارزين في الأدب والفلسفة. لهؤلاء ساعدهم على القيام بعملهم. بإلهام من صديقه ديمتريوس الفاليروم، الخطيب ورجل الدولة والفيلسوف الأثيني، وضع بطليموس أسس مكتبة الإسكندرية العظيمة وبدأ في البحث عن جميع الأعمال المكتوبة، مما أدى إلى مجموعة مثل هذه نادرًا ما يراها العالم. كما قام ببناء المتحف الذي أقام فيه العلماء ودرسوا ودرسوا فيه، تحت رعاية الدولة. كان المتحف أو أكاديمية العلوم في كثير من النواحي لا يختلف عن جامعة حديثة. بدأ العمل من قبل بطليموس سوتر من قبل نسله، ولا سيما من قبل اثنين من خلفائه المباشرين، بطليموس فيلادلفوس وبطليموس يورجتس. اشترى فيلادلفوس، الذي كان أمين مكتبته كاليماخوس الشهير، كل مجموعة كتب أرسطو، وقدم أيضًا عددًا من الأعمال اليهودية والمصرية. من بين هؤلاء يبدو أنه كان جزءًا من الترجمة السبعينية. زاد أويرغيتس من المكتبة من خلال الاستيلاء على الطبعات الأصلية للمسرحيين من المحفوظات الأثينية، وإجبار جميع المسافرين الذين وصلوا إلى الإسكندرية على ترك نسخة من أي عمل لديهم. 
امتدت هذه الحركة الفكرية على مدى سنوات طويلة ويمكن تقسيمها إلى فترتين. تمتد الفترة الأولى من حوالي 306 إلى 30 قبل الميلاد، وهي الفترة من تأسيس سلالة البطالمة حتى الفتح من قبل الرومان. الثاني يمتد من 30 قبل الميلاد إلى تدمير مكتبة الإسكندرية في وقت ما قبل أو عند الاستيلاء على الإسكندرية من قبل عمرو بن العاص في 641 م. تفسر الفروق الواضحة بين هاتين الفترتين تنوع وغموض المعنى المرتبط بمصطلح «المدرسة الإسكندرية». 
في الفترة الأولى كان النشاط الفكري ذا طبيعة أدبية وعلمية. كانت محاولة لمواصلة وتطوير الثقافة اليونانية القديمة في ظل ظروف جديدة. كان هذا الجهد ملحوظًا بشكل خاص في عهد البطالمة الأوائل. مع اقترابنا من القرن الأول قبل الميلاد، بدأت مدرسة الإسكندرية في الانهيار وفقدان فرديتها. كان هذا جزئيًا بسبب حالة الحكم في عهد البطالمة اللاحقين، جزئيًا إلى تشكيل دوائر علمية جديدة في رودس وسوريا وأماكن أخرى. زاد هذا الانحلال التدريجي بشكل كبير عندما سقطت الإسكندرية تحت النفوذ الروماني. 
مع انتشار تأثير المدرسة على العالم اليوناني الروماني بأكمله، بدأ العلماء بالتركيز على روما بدلاً من الإسكندرية. لكن في الإسكندرية، كانت هناك قوى جديدة تعمل، والتي أنتجت ثورة كبيرة ثانية في الحياة الفكرية. أدت الحركة الجديدة، التي تأثرت باليهودية والمسيحية، إلى الفلسفة التأملية للأفلاطونيين المحدثين والفلسفة الدينية للغنوصيين وآباء الكنيسة الأوائل. 
يبدو أن هناك مدرستين سكندريتين مختلفتين عن بعضهما البعض. أحدهما مدرسة الإسكندرية للشعر والعلوم، والآخر مدرسة الفلسفة الإسكندرية. ومع ذلك، فإن مصطلح «مدرسة» لا يعني أن هناك رفقة من الناس توحدهم مبادئ مشتركة أو من خلال وجود نفس نظرية الأشياء. كانت أنشطتهم متنوعة للغاية في الأدب. لديهم فقط روح أو شكل معين مشترك. لم يكن هناك نظام محدد للفلسفة. حتى في مدارس الفلسفة اللاحقة، هناك مجتمع ذو نزعة أكثر من وجود مجتمع للمبادئ الثابتة. 

## المؤلفات
يبدو أن طابع الأدب كان نتيجة لسقوط الجنسية اليونانية والاستقلال. كانت الأعمال اليونانية العظيمة نتاجًا لحياة جديدة للطبيعة وحرية تفكير كاملة. كل ترانيمهم وملاحمهم وتاريخهم كانت مرتبطة بفرديتهم كشعب أحرار. لكن الفتح المقدوني أدى إلى تفكك هذه الحياة اليونانية الخاصة والسياسية. اختفت الروح الكاملة والعبقرية للفكر اليوناني عندما ضاعت الحرية. تم العثور على بديل لهذه الأصالة في الإسكندرية في البحوث المكتسبة والمعرفة الواسعة. مع توفير وسائل الحصول على المعلومات، اتخذ السكندريون هذا الاتجاه الجديد في الأدب. بدون الثقافة التي يمكن أن تثير الروح الحقيقية للشعر، كرسوا أنفسهم لإجراء أبحاث دقيقة في جميع الفنون التابعة للأدب السليم. درسوا النقد والنحو والعروض والقياس والآثار والأساطير. تظهر نتائج هذه الدراسة باستمرار في الكتابات. أعمالهم ليست وطنية أبدًا، ولا توجه أبدًا إلى شعب، بل إلى دائرة من الرجال المتعلمين. حقيقة كونك تحت حماية ودفع أجر ملك مطلق أضر بشخصية أدبهم. تم إدخال عنصر قضائي فيه. حقيقة أخرى هي أن الكاتب نفسه كان مميزًا في كثير من الأحيان في العديد من التخصصات الخاصة. كان أشهر الشعراء في نفس الوقت رجال الثقافة والعلم والنقاد وعلماء الآثار وعلماء الفلك أو الأطباء. بالنسبة لهؤلاء الكتاب، كان الشكل الشعري مجرد وسيلة مناسبة لعرض الفنون والعلوم. 
كانت أشكال الشعر التي زرعها الإسكندريون بشكل رئيسي ملحمية وغنائية أو رثائية. الملاحم العظيمة تريد؛ ولكن في مكانها توجد الملاحم التاريخية والتعليمية أو التفسيرية. كانت موضوعات الملاحم التاريخية بشكل عام هي بعض الأساطير المعروفة، حيث يمكن للكاتب أن يظهر المدى الكامل لتعلمه وإتقانه الكامل للشعر. هذه القصائد هي بمعنى ما ذخيرة من الآثار. لكن أسلوبهم غالبًا ما يكون سيئًا، والصبر الشديد مطلوب لتوضيح التلميحات العديدة والغامضة. أفضل عينة موجودة هي آرغونوتيكا من أبولونيوس الرودسي. أكثر ما يميزها هو الكسندرا أو كاساندرا من الليكوفرون، والتي يكاد يكون غموضها يضرب به المثل. 
كانت موضوعات الملاحم التعليمية عديدة جدًا؛ يبدو أنهم اعتمدوا على المعرفة الخاصة التي يمتلكها الكتاب، الذين استخدموا الشعر كشكل لكشف معلوماتهم. بعضها، مثل قصيدة كاليماخوس المفقودة، كانت في أصل الأساطير والشعائر الدينية؛ كان آخرون في العلوم الخاصة. وهكذا لدينا قصيدتان لأراتوس، الذي، وإن لم يكن مقيمًا في الإسكندرية، كان مشبعًا تمامًا بالروح السكندري لدرجة أنه تم تضمينه في المدرسة؛ الأول عبارة عن مقال عن علم الفلك، والآخر سرد لعلامات الطقس. ترك لنا نيكاندر ملحمتين، واحدة عن علاجات السموم، والأخرى عن لدغات الوحوش السامة. البهيجة وريانوس كتب الملاحم الأسطورية. روح كل إنتاجهم هي نفسها، روح البحث المكتسب. وهي تتميز بالشكل الفني ونقاء التعبير والاهتمام الصارم بقوانين القياس والعرض، وهي صفات، مهما كانت جيدة في حد ذاتها، لا تعوض عن الافتقار إلى الأصالة والنضارة والقوة. 
هناك الكثير لنعجب في شعرهم الغنائي والرثائي. لا تخلو العينات الموجودة من الموهبة أو التعبير. ومع ذلك، في معظم الأحيان، فهم إما يتعلقون بموضوعات غير قادرة على المعالجة الشعرية، حيث يسعى الكاتب إلى شرح الأمر بالكامل بدلاً من جعله جميلًا من الناحية الشعرية، أو ينفقون أنفسهم على مواضيع قصيرة منعزلة، عمومًا الأساطير، والإثارة الجنسية. في شخصية. أقرب الشعراء الرثائيين كان فيليتاس من كوس. لكن الأكثر تميزًا كان كاليماخوس، بلا شك أعظم شعراء الإسكندرية. من بين أعماله العديدة، لم يتبق لنا سوى عدد قليل من الترانيم والقصائد القصيرة وأجزاء من المرثيات. الشعراء الغنائيون الآخرون هم فانوكليس وهيرميزياناكسي وألكندر من إيتوليا وليكوفرون.
بعض من أفضل إنتاجات المدرسة كانت قصائدهم القصيرة. نجت العديد من العينات، وكان فن تأليفها شائعًا، كما هو متوقع من حياة البلاط للشعراء ومساعيهم المستمرة بعد ضيق التعبير ودقة التعبير. من نفس الطابع كانت المحاكاة الساخرة والقصائد الساخرة، وأفضل الأمثلة على ذلك كانت سيلوي من تيمون وكينايدوي من سوتايديس. 
يبدو أن الشعر الدرامي قد ازدهر إلى حد ما. توجد ثلاث أو أربع قوائم مختلفة من المسرحيين السبعة العظماء الذين ألفوا الثريا السكندري. لقد تلاشت أعمالهم. وهناك نوع أغلظ من الدراما، والأميباين الآية، أو رعوي التمثيل الصامت، وضعت في مجرى فقط نقية من الشعر لطيف العثور عليها في مدرسة الإسكندرية، والقصائد الرعوية من ثيوقريطس. كما يوحي اسم هذه القصائد، كانت صورًا لحياة ريفية جديدة. 
كان للشعر السكندري تأثير قوي على الأدب الروماني. لا يمكن فهم هذا الأدب، وخاصة في عصر أوغسطان، إلا بتقدير شخصية المدرسة الإسكندرية. كان مؤرخو هذه الفترة كثيرين وغزير الإنتاج. كرس العديد منهم، مثل كليترخوس، أنفسهم لحياة وإنجازات الإسكندر الأكبر. أشهر الأسماء هي أسماء تيماوس وبوليبيوس.
قبل أن يبدأ السكندريون في إنتاج الأعمال الأصلية، كانت أبحاثهم موجهة نحو روائع الأدب اليوناني القديم. إذا كان هذا الأدب سيصبح قوة في العالم، فيجب أن يتم نقله إلى الأجيال القادمة في شكل يمكن فهمه. كانت هذه هي المهمة التي بدأها ونفذها نقاد الإسكندرية. لم يقم هؤلاء الرجال بجمع الأعمال فحسب، بل سعوا إلى ترتيبها، وإخضاع النصوص للنقد، وشرح أي إشارة أو إشارة فيها قد تصبح غامضة في وقت لاحق. درسوا ترتيب النصوص. تسوية اللهجات نظريات الأشكال والنحو. تفسيرات سواء من الكلمات أو الأشياء؛ والأحكام على المؤلفين وأعمالهم، بما في ذلك جميع الأسئلة المتعلقة بالأصالة والنزاهة. 
النقاد طلبوا مجالا واسعا من المعرفة. ومن هذا المطلب انبثقت قواعد اللغة والعروض الموسيقية والمعجمية والأساطير وعلم الآثار. الخدمة التي قدمها هؤلاء النقاد لا تقدر بثمن. فنحن مدينون لهم ليس فقط بحيازة أعظم أعمال الفكر اليوناني، ولكن بحيازتها في حالة يمكن قراءتها. وكان أكثر النقاد شهرة هم زينودوت. أريستوفان البيزنطي، الذي ندين له بنظرية اللهجات اليونانية؛ صناديق مالوس وأريستاركوس ساموثراس، كوريفايوس النقدية. وكان آخرون ليكوفرون، كاليماخوس، إراتوستينس والعديد من سن متأخرة، للمدرسة الحرجة نجا منذ فترة طويلة الأدبية. يمكن أيضًا ذكر ديونيسيوس ثراكس، مؤلف أول قواعد النحو اليونانية العلمية. كانت هذه الأعمال اللغوية ذات أهمية غير مباشرة كبيرة، لأنها أدت إلى دراسة العلوم الطبيعية، وعلى وجه الخصوص إلى معرفة أكثر دقة بالجغرافيا والتاريخ. بدأ الاهتمام بالتاريخ القديم لليونان وجميع الأساطير المتعلقة بتأسيس الدول والمدن. توجد مجموعة كبيرة من هذه المعلومات الغريبة في المكتبة (أبولودورس الزائف). كان إراتوستينس أول من كتب عن الجغرافيا الطبيعية. كما حاول أولاً وضع جدول زمني لملوك مصر والأحداث التاريخية لليونان. كما تمت تربية علوم الرياضيات وعلم الفلك والطب بجدية ونجاح في الإسكندرية، لكن لم يكن لها أصل هناك، ولم تكن، بأي معنى دقيق، جزءًا من الأدب السكندري المميز. كان مؤسس المدرسة الرياضية هو إقليدس الشهير. ومن بين علمائها أرخميدس. أبلونيوس البرغاوي، مؤلف أطروحة عن الأقسام المخروطية؛ إراتوستينس، الذي ندين له بأول قياس للأرض؛ وأبرخش، مؤسس النظرية الأسطورية للسماء، التي سميت فيما بعد بالنظام البطلمي، من أشهر مفسريها، كلوديوس بطليموس. استمر الاحتفال بالإسكندرية كمدرسة للرياضيات والعلوم بعد فترة طويلة من العصر المسيحي.

## فلسفة
بعد الفتح الروماني، تحمل الأدب النقي طابع روما وليس الإسكندرية. لكن في الإسكندرية، لبعض الوقت، كانت هناك قوى مختلفة تعمل، وهذه، على اتصال مع التغيرات الروحية الكبيرة في العالم، أنتجت موجة ثانية من النشاط الفكري، والتي تُعرف عمومًا باسم المدرسة الإسكندرية للفلسفة.
وكانت المذاهب من هذه المدرسة مزيج من الشرقية والفكر الغربي، وعادة ما يجمع بنسب عناصر مختلفة الهلنستية والفلسفة اليهودية، ولكن أيضا في حالة بيرونية عناصر البوذية التي كانت قد جلبت من الهند من قبل اليونانية القديمة الفيلسوف بيرهو إليس ومنه كان الفيلسوف السكندري إينيسيديموس (القرن الأول قبل الميلاد) مؤثراً بشكل خاص. يحتوي ستروماتا من إكليمندس الإسكندري على أقدم ذكر لبوذا في الأدب الغربي.
أصبحت مدينة الإسكندرية تدريجيًا أرضًا محايدة لأوروبا وآسيا وأفريقيا. كان سكانها، كما في يومنا هذا، عبارة عن مجموعة غير متجانسة من جميع الأجناس. كان الإسكندر قد زرع مستعمرة لليهود زاد عددها حتى بداية العصر المسيحي، حيث احتلوا خمسي المدينة وشغلوا بعضًا من أعلى المناصب. أصبح اتصال اللاهوت اليهودي بالتكهنات اليونانية مشكلة الفكر الكبرى. كانت الأفكار اليهودية عن السلطة الإلهية ونظرياتهم المتعالية في السلوك جذابة بشكل خاص للمفكرين اليونانيين الذين لم يجدوا أي إلهام في الفكر الجاف للفلسفة الهلنستية. في الوقت نفسه، كان على اليهود إلى حد ما أن يتخلصوا من خصوصياتهم وكانوا مستعدين لمقارنة ومقارنة لاهوتهم القديم بالثقافة العالمية. وهكذا يمكن دمج العقيدة الهلنستية الخاصة بالوحي الشخصي مع التقليد اليهودي الخاص بعلم لاهوت كامل مُعلن لشعب خاص. وكانت النتيجة تطبيق نظام فلسفي بحت على مجموعة غامضة وغير منظمة إلى حد ما من اللاهوت اليهودي. وفقًا للهيمنة النسبية لهذين العنصرين نشأت الغنوصية، لاهوت آباء الكنيسة، والمدارس الفلسفية للأفلاطونية الحديثة والأفلاطونية الحديثة. 
تم العثور على أول تمثيل ملموس لهذا في أريستوبولوس (ق. 160 قبل الميلاد). بقدر ما يتعلق الأمر باليهود، فإن الاسم العظيم هو اسم فيلو في القرن الأول. لقد أخذ النظريات الميتافيزيقية اليونانية، وفسّرها بطريقة مجازية وفقًا للوحي اليهودي. لقد تعامل مع (أ) الحياة البشرية كما أوضحتها الطبيعة النسبية للإنسانية لله، (ب) الطبيعة الإلهية ووجود الله، (ج) عقيدة الكلمة الكبرى كتفسير للعلاقة بين الله والإنسان. الكون المادي. من هذه الحجج الثلاث طور التوفيق بين التصوف الشرقي والميتافيزيقيا اليونانية الخالصة.
كانت الفلسفة النقية الأولى للمدرسة الإسكندرية هي الفلسفة الحديثة، والثانية والأخيرة الأفلاطونية الحديثة. وكانت مذاهبهم توليفة من الأفلاطونية، الرواقية وفي وقت لاحق الأرسطية مع جرعة من التصوف الشرقي والتي أصبحت تدريجيا أكثر وأكثر أهمية. بدأ العالم الذي تحدثوا إليه يطالب بعقيدة الخلاص لإرضاء النفس البشرية. عملوا على معالجة مشكلة الخير والشر. لذلك كرّسوا أنفسهم لفحص طبيعة الروح، وعلّموا أن حريتها تكمن في الشركة مع الله، تتحقق من خلال الانغماس في نوع من  النشوة. وصلت هذه العقيدة ذروتها مع أفلوطين. أكد الأتباع اللاحقون على الثيورجيا في معركتها الفاشلة مع المسيحية. أخيرًا، تم دفع هذه الثيوصوفيا الوثنية من الإسكندرية إلى أثينا تحت حكم بلوتارخ أثينا وبروكلوس، وشغلت نفسها إلى حد كبير في التعليقات التي تستند أساسًا إلى محاولة إعادة تنظيم الفلسفة القديمة وفقًا لنظام أفلوطين. انتهت هذه المدرسة في عهد داماسكيوس عندما أغلق جستنيان المدارس الأثينية (529).
كان للأفلاطونية الحديثة تأثير كبير على بعض المفكرين المسيحيين في بداية القرن الثالث. وكان من أهم هؤلاء كليمان الإسكندرية وأوريجانوس. اقترح كليمان، كعالم وعالم لاهوت، توحيد تصوف الأفلاطونية الحديثة مع الروح العملية للمسيحية. لقد جمع بين مبدأ العيش الخالص ومبدأ التفكير الحر، واعتبر أن التعليم يجب أن يأخذ في الاعتبار القدرة العقلية للمستمع. يتضح توافق الأفكار المسيحية والأفلاطونية الحديثة في كتابات سينيسيوس، أسقف بطليموس، وعلى الرغم من أن الأفلاطونية الحديثة استسلمت في النهاية للمسيحية.

## الدواء
كان أول من مارسوا التشريح، هما هيروفيلوس وإيراسيستراتوس، في الإسكندرية. والمدرسة التجريبية في الطب من الطب التجريبيون، (باليونانية: Ἐμπειρικοί)‏ مدرسة للطب تأسست في الإسكندرية في منتصف القرن الثالث قبل الميلاد. كان للمدرسة تأثير كبير على الطب اليوناني والروماني القديم. اشتق اسم المدرسة من كلمة empeiria (ἐμπειρία «تجربة») لأنهم ادّعوا أنهم يستمدون معرفتهم من التجارب فقط، وبذلك وضعوا أنفسهم في مواجهة المدرسة العقائدية. يعتبر سرابيون الإسكندري، وفلينوس الكوس، مؤسسي هذه المدرسة. كان للمدرسة التجريبية تداخل كبير مع المدرسة الفلسفية اليونانية البيرونية. لاحظ جالينوس أن التجريبيين اقتربوا من الطب تمامًا كما اقترب البيرونيون من الحياة كلها. وكان العديد من إمبيريك المعروفة أيضا المعلمين بيرهونيست، بما في ذلك: سيكستوس إمبيريكوس، هيرودوت من طرسوس، هرقل، ثيوداس، ومينودوت.

## روابط خارجية
- المدرسة الإسكندرانية على موقع فيلبابيرس